# Новомиргородська міська територіальна громада
Новомиргородська міська громада — територіальна громада в Україні, в Новоукраїнському районі Кіровоградської області. Адміністративний центр — місто Новомиргород.
Площа громади — 998,5 км², населення — 27 170 мешканців (2020).

## Населені пункти
У складі громади 1 місто (Новомиргород), 1 селище (Капітанівка) та 45 сіл:
- Андріївка
- Берегове
- Бирзулове
- Бровкове
- Бурти
- Василівка
- Ганнівка
- Дібрівка
- Захист
- Зелене
- Іванівка
- Йосипівка
- Кам'янка
- Кам'януватка
- Каніж
- Коробчине
- Костянтинівка
- Котівка
- Лев-Балка
- Листопадове
- Лікареве
- Мар'ївка
- Мартоноша
- Мар'янопіль
- Миколаївка
- Миролюбівка
- Моргунівка
- Мостове
- Оситна
- Оситняжка
- Панчеве
- Пенькине
- Петроострів
- Писарівка
- Прищепівка
- Пурпурівка
- Рівне
- Розлива
- Рубаний Міст
- Сухолітівка
- Тишківка
- Троянове
- Турія
- Шпакове
- Щербатівка